# Kalamazoo Wings
Kalamazoo Wings je profesionální americký klub ledního hokeje, který sídlí v Kalamazoo ve státě Michigan. Do ECHL vstoupil v ročníku 2009/10 a hraje v Centrální divizi v rámci Západní konference. Před vstupem do ECHL působil několik let v United Hockey League. Své domácí zápasy odehrává v hale Wings Event Center s kapacitou 5 113 diváků. Klubové barvy jsou červená, bílá a modrá.
Jedná se o farmu klubů Vancouver Canucks (NHL) a Utica Comets (AHL).

## Úspěchy
- Vítěz Colonial Cupu ( 1× )
  - 2005/06

## Přehled ligové účasti
Zdroj:
- 2000–2001: United Hockey League (Jihozápadní divize)
- 2001–2004: United Hockey League (Západní divize)
- 2004–2006: United Hockey League (Centrální divize)
- 2006–2007: United Hockey League (Východní divize)
- 2007–2009: International Hockey League
- 2009–2016: East Coast Hockey League (Severní divize)
- 2016– : East Coast Hockey League (Centrální divize)